# Besmé (langue)
Pour les articles homonymes, voir Besme.
Pour la commune française, voir Besmé.
Le besmé est une langue adamaoua parlée au Tchad.